# HarmonyOS
HarmonyOS (ранее известная как Hongmeng OS, китайский: 鸿蒙系统; пиньинь: Hóngméng Xìtǒng) — мобильная операционная система, разрабатываемая компанией Huawei с 2012 года.

## Разработка
Полноценная разработка HarmonyOS началась в мае 2016 года.
Huawei планировала выпустить HarmonyOS одновременно с новым флагманским смартфоном Mate 40 в сентябре 2020 года.
По информации на ноябрь 2020 года, запуск публичного бета-тестирования намечен на 18 декабря 2020 года
В опубликованном интервью в газете Die Welt, утверждается, что эта операционная система может быть использована в качестве плана Б, в случае ограничений со стороны США на использование Android или Windows, но пока компания предпочитает работать с Google и Microsoft.
Операционная система разработана для интеллектуальных устройств, таких как смарт-телевизоры, и использовалась в качестве мобильной операционной системы. Ожидается, что она станет бесплатной распределенной операционной системой на основе микроядра с открытым исходным кодом.
В апреле 2021 года Huawei опубликовала официальное заявление, в котором говорится, что операционная система HarmonyOS не является заменой Android или iOS.
По словам представителей Huawei, это совершенно новая операционная система. Huawei заявила, что HarmonyOS позиционируется как операционная система, созданная для эпохи Интернета Всего (Internet of Everything).
В 2022 году началось производство Huawei Aito M5 — первого в мире автомобиля с бортовой системой «HarmonyOS Smart Cockpit» под управлением HarmonyOS.
В январе 2024 года вышла бета-версия HarmonyOS Next. В отличие от обычной HarmonyOS, в ней отсутствуют компоненты Android AOSP (Android Open Source Project), и она несовместима с Android-приложениями. К лету этого (2025) года планируется вывод HarmonyOS NEXT на международный рынок для конкуренции с Android и iOS.
В мае 2025 года на конференции «HarmonyOS Computer Technology and Ecosystem Communication Conference» была представлена версия операционной системы для ПК, созданная без опоры на решения сторонних разработчиков.

## Программное обеспечение
- Язык программирования ArkTS[англ.] — расширение TypeScript, представлен в 2021 году;
- Ark Compiler[англ.] — компилятор ArkTS;
- Harmony Studio — IDE для HarmonyOS.

Второй полноправный язык программирования Cangjie («Цанцзе»), ориентирован в первую очередь на собственную экосистему на базе платформы Harmony OS. Особенностью его является наличие полноценной интеграции со средой разработки (фреймворком) AgileDSL, в которой объединены естественный язык и традиционное программирование. Поддерживает доменно-ориентированную разработку.

## История версий
Первое обновление HarmonyOS (для телевизоров Honor Vision) вышло в феврале 2020 года.
В сентябре 2020 года на конференции для разработчиков Huawei Developer Conference была анонсирована новая версия операционной системы — HarmonyOS 2.0. Система получила адаптивный пользовательский интерфейс, который подстраивается под тип устройства, функции безопасности, аудиовизуальный ИИ для улучшенного распознавания голоса и многое другое. Разработчики также сосредоточились на функции передачи данных между устройствами, поэтому в HarmonyOS 2.0 этот процесс происходит быстрее, чем с использованием Samba-сервера. По данным на своей странице в Weibo, 27 июля 2022 года Huawei /представила Harmony OS 3.
В августе 2023 году вышла HarmonyOS 4 с изменённой внешностью и новыми настройками.
В июне 2025 года была представлена 6 версия операционной системы, в которой сделан упор на приложения для ИИ и сопутствующий функционал. 

#### OpenHarmony
OpenHarmony представляет собой версию HarmonyOS с открытым исходным кодом. Она содержит основные возможности HarmonyOS и не зависит от Android Open Source Project (AOSP).

## Тесты
В 2021 году, по результатам популярного в Китае бенчмарка «Master Lu», смартфоны с операционной системой HarmonyOS 2.0 (Huawei Mate 40 Pro 4G, Huawei Mate 40E 4G и Honor 50 Pro) по плавности работы интерфейса обошли смартфоны на Android, набрав 175 баллов против 165 у ближайшего конкурента.

## HarmonyOS Next

OpenHarmony и архитектура «HarmonyOS Nехt».

Huawei представила на презентации для разработчиков операционную систему «HarmonyOS Next» без поддержки Android-приложений; коммерческий запуск новой платформы намечен на IV квартал 2024 года.
В июне 2024 г. на конференции разработчиков Huawei Developer Conference 2024 компания официально представила бета-версию своей новой ОС HarmonyOS NEXT.
HarmonyOS NEXT представляет собой распределенную операционную систему, не основанную на Android или Linux, а использующую собственное микроядро — построена на базе микроядра OpenHarmony. Система будет поддерживать только нативные приложения, скомпилированные с помощью Ark Compiler, и сервисы Huawei Mobile Services (HMS), что означает несовместимость с Android-приложениями и APK-файлами.